# Roots and Wings (album av Vaya Con Dios)
Roots and Wings är ett studioalbum från 1995 av Vaya Con Dios.

## Låtlista
1. "Lonely Feeling"
  - även utgiven som singel
2. "Stay With Me"
  - även utgiven som singel
3. "Hot August Night"
4. "Don't Break My Heart"
  - även utgiven som singel
5. "Mind On Vacation"
6. "Call On Me"
7. "What If?"
8. "Evening Of Love"
9. "Paradise"
10. "Get To You"
11. "Don't Hate You Anymore"
12. "Movin' On"

## Listplaceringar
| Lista (1995-1996)   | Topplacering |
| ------------------- | ------------ |
| Belgien (Flandern)  | 1            |
| Belgien (Vallonien) | 2            |
| Finland             | 32           |
| Nederländerna       | 10           |
| Norge               | 5            |
| Schweiz             | 3            |
| Sverige             | 16           |
| Ungern              | 31           |
| Österrike           | 11           |

### Fotnoter
1. ↑  ”Roots and Wings” (på engelska). Discogs. 13 mars 1995. http://www.discogs.com/Vaya-Con-Dios-Roots-And-Wings/release/898222. Läst 25 oktober 2014.
2. ↑  ”Vaya Con Dios - Roots And Wings”. ultratop.be. 13 mars 1995. http://www.ultratop.be/nl/showitem.asp?interpret=Vaya+Con+Dios&titel=Roots+And+Wings&cat=a. Läst 25 oktober 2014.
3. ↑  ”Vaya Con Dios - Roots And Wings”. ultratop.be. 13 mars 1995. http://www.ultratop.be/fr/showitem.asp?interpret=Vaya+Con+Dios&titel=Roots+And+Wings&cat=a. Läst 25 oktober 2014.
4. ↑  Steffen Hung (13 mars 1995). ”Vaya Con Dios - Roots And Wings”. finnishcharts.com. http://finnishcharts.com/showitem.asp?interpret=Vaya+Con+Dios&titel=Roots+And+Wings&cat=a. Läst 25 oktober 2014.
5. ↑  Steffen Hung (13 mars 1995). ”Vaya Con Dios - Roots And Wings”. dutchcharts.nl. http://dutchcharts.nl/showitem.asp?interpret=Vaya+Con+Dios&titel=Roots+And+Wings&cat=a. Läst 25 oktober 2014.
6. ↑  Steffen Hung (datum). ”Vaya Con Dios - Roots And Wings”. norwegiancharts.com. http://norwegiancharts.com/showitem.asp?interpret=Vaya+Con+Dios&titel=Roots+And+Wings&cat=a. Läst 25 oktober 2014.
7. ↑  Steffen Hung (13 mars 1995). ”Vaya Con Dios - Roots And Wings”. hitparade.ch. http://hitparade.ch/showitem.asp?interpret=Vaya+Con+Dios&titel=Roots+And+Wings&cat=a. Läst 25 oktober 2014.
8. ↑  Steffen Hung (13 mars 1995). ”Vaya Con Dios - Roots And Wings”. swedishcharts.com. http://swedishcharts.com/showitem.asp?interpret=Vaya+Con+Dios&titel=Roots+And+Wings&cat=a. Läst 25 oktober 2014.
9. ↑  Steffen Hung (13 mars 1995). ”Vaya Con Dios - Roots And Wings”. austriancharts.at. http://austriancharts.at/showitem.asp?interpret=Vaya+Con+Dios&titel=Roots+And+Wings&cat=a. Läst 25 oktober 2014.